# بيز بيان غراند
بيز بيان غراند (بالإنجليزية: Piz Pian Grand)‏ هو أحد جبال سلسلة جبال الألب ليبونتيني ويقع في كانتون غراوبوندن في سويسرا. يحتل المرتبة رقم 295 في قائمة جبال سويسرا من حيث الارتفاع، إذ يبلغ ارتفاعه حوالي 2689 متر، بينما يبلغ ارتفاع نتوء الجبل 528 متر.